# Le Fou du roi (radio)
Pour les articles homonymes, voir Le Fou du roi.
Le Fou du roi était une émission de radio animée par Stéphane Bern et ses « bouffons », sur France Inter, du lundi au vendredi de 11 h 5 à 12 h 30. Elle s'est déroulée en direct et en public au studio 106 depuis la maison de Radio France. Créée en février 2000, l'émission a pris fin avec le départ de Stéphane Bern de France Inter à la fin de la saison 2010-2011.
L'indicatif de l'émission a été composé par Richard Lornac.

## Historique

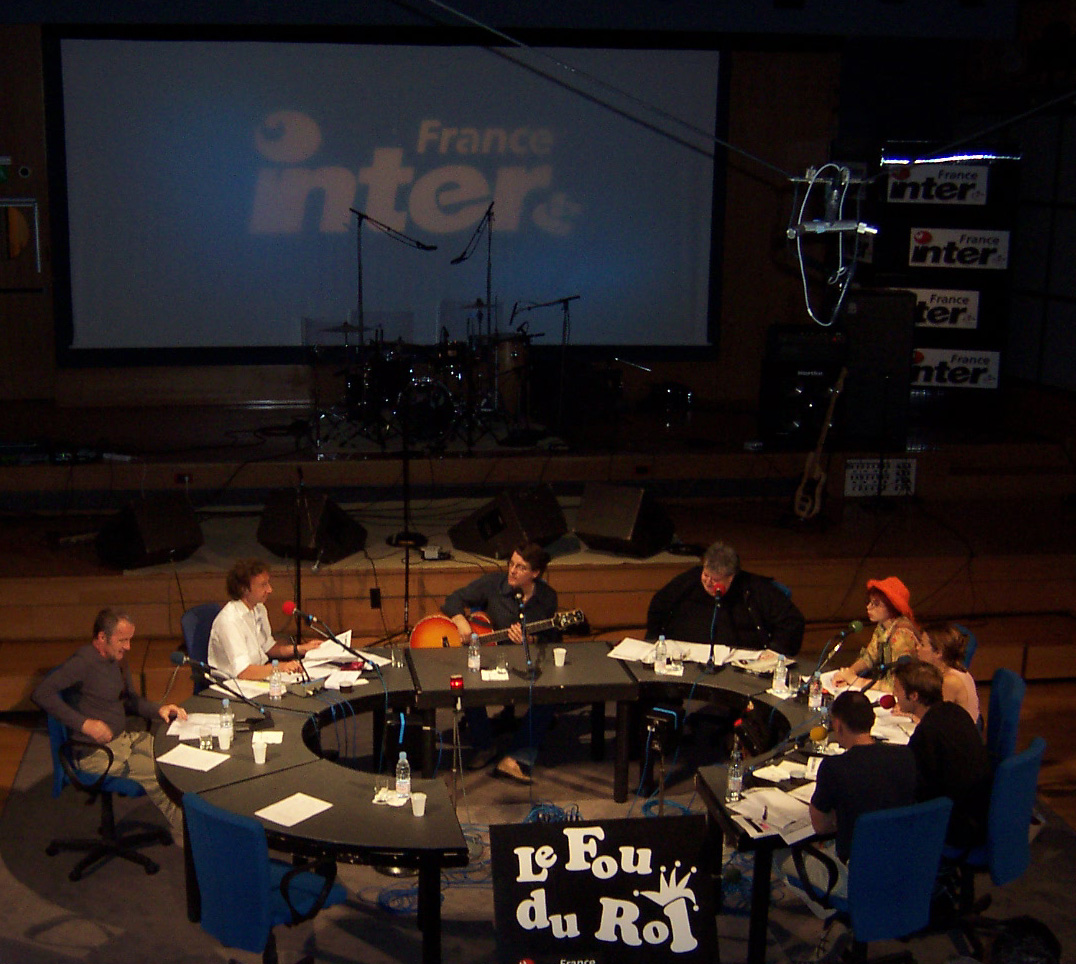
Stéphane Bern animant Le Fou du roi en février 2003.

À la rentrée 1999, Laurence Boccolini est chargée de reprendre sur France Inter la case horaire de Dans tous les sens, l'émission de Laurent Ruquier parti sur Europe 1 lancer l'émission On va s'gêner !. Elle baptise son émission Rien à voir, en référence à une précédente émission de Laurent Ruquier Rien à cirer (1991-1996), dont elle reprend une partie des codes et des chroniqueurs (Chraz, Christophe Alévêque, Didier Porte, Guy Carlier, etc.). Le 25 février 2000, Laurence Boccolini est déchargée de l'émission, officiellement pour un succès trop timide, mais aussi, semble-t-il, parce que le directeur de France Inter de l'époque, Jean-Luc Hees, trouvait l'émission trop vulgaire.
Jean-Luc Hees charge Stéphane Bern, alors simple chroniqueur de l'émission, de mener celle-ci. Stéphane Bern rebaptise alors l'émission Le Fou du roi, mais reprend l'essentiel de l'ancienne émission ainsi que ses chroniqueurs, non sans friction avec une partie de ceux-ci, et le personnel de France Inter. Bien que la nouvelle formule de l'émission tarde à trouver le chemin du succès, elle finit par s'imposer sur la tranche horaire, avec en moyenne deux millions d'auditeurs quotidiens en 2010.
À l'occasion de son dixième anniversaire, France 2 propose une version télévisée du Fou du roi avec Stéphane Bern et tous les intervenants phare de l'émission depuis sa création.
L'émission prend fin à la fin de la saison 2011 avec le départ de Stéphane Bern pour la radio RTL parce qu'il a très mal supporté que l'on vire Didier Porte malgré son opposition à cette éviction. Isabelle Giordano le remplace sur cette tranche horaire dès la rentrée 2011, avec l'émission Les Affranchis.

## Intervenants

### Animation de l'émission
Pour présenter l'émission, l'animateur s'est entouré de journalistes. Des chroniqueurs humoristiques et des musiciens, qui jouaient en direct, rythmaient l'interview des invités. Ils étaient tous accompagnés par Richard Lornac (compositeur de l'indicatif de l'émission) ou Franck Gélibert au piano.
Depuis la reprise de l'émission en septembre 2010, la première chronique vers 11 h 10 est toujours assurée par Daniel Morin et celle de 12 h 10 est quant à elle désormais assurée par Régis Mailhot. Ces deux chroniques sont parfois ponctuées des premières notes de Where Do I Begin? (Love Story), jouée au piano par Richard Lornac.
Chaque jour, après le journal de midi, Didier Porte prenait la parole pour une chronique, suivie, en fin d'émission :
- les lundis par la chronique du lundi de Vincent Roca ;
- les mardis par la chronique anglaise de David Lowe ;
- les mercredis par le zapping télé d'Éric Dussart ;
- les jeudis par la revue de presse people décalée de Danielle Moreau ;
- les vendredis par la chronique à la carte de Régis Mailhot.

### Réalisation de l'émission
- Producteur : Stéphane Bern
- Réalisation : Jean-François Remonté, Philippe Labrousse, Christian Rose, Lilian Alleaume
- Attaché(e)(s) de production : Alexia Rivière, Denis Dayras, Audren Burlet, Gaudéric Grauby-Vermeil, Odete Pirès, Ilinca Negulesco
- Programmation musicale : Alexandre Dencausse, Marion Guilbaud

## Daniel Morin
Daniel Morin anime, de la rentrée 2005 à l'été 2011, une chronique humoristique quotidienne vers 11 h 10 dans Le Fou du roi de Stéphane Bern sur France Inter, où se fait clairement sentir l'influence des années « LMDMF ». On retrouve notamment les petits « limericks » en vers, l'utilisation de la musique (parodies de chansons et tapis musical, souvent assurés par le pianiste Richard Lornac), les fausses bandes-annonces, ou encore l'idée qu'un prénom détermine le destin de celui qui le porte (chaque chronique est introduite par une courte présentation du Saint du jour, en général peu flatteuse, et souvent suivie de la conclusion « Voilà, je crois qu'on en sait un peu plus sur les Untel »).
Il compte également sur la participation de ses collègues. Bern se voit régulièrement « contraint » de mettre à disposition ses talents d'imitateur, incarnant celle qui dans le monde du « Fou du roi » a droit au titre de sa « tendre moitié » : Mireille Mathieu ; on le retrouve également, quoique moins fréquemment, dans la peau de Karl Lagerfeld. De même, Albert Algoud, par ailleurs journaliste dans l'émission, apporte sa contribution en la personne du Père Albert, un curé homosexuel pédophile, fervent adepte de sado-masochisme, qui permet à Morin d'exploiter à loisir le thème des pratiques sexuelles déviantes, et de critiquer, entre autres, les traditions de l'Église et agissements de certains de ses membres.
Toujours selon les interventions humoristiques de Daniel Morin, dans le monde du « Fou du Roi », son Altesse Stéphane Bern entretient une relation maître-esclaves avec ses « sujets » chroniqueurs, qu'il convoque régulièrement à son domaine de « la Berneraie » pour des séances de massage ou autres tâches plus ou moins ingrates et humiliantes.
Parmi ses thèmes favoris, figurent également les teckels de Stéphane Bern ainsi que sa maison en Grèce, ses amitiés avec la famille Balkany, et son supposé dégoût de la populace provinciale, ou encore son fictif compte en banque luxembourgeois. Également régulièrement évoqués : l'amour de la boisson à la Maison de la Radio, les penchants communistes de Didier Porte, le périnée de Sarkozy, l'affaire Zahia, la campagne de vaccination de Roselyne Bachelot, ou les maisons de retraite et filles de l'Est, qui font le charme de la région Provence-Alpes-Côte d'Azur.
Quant à son personnage, sorte de Dr Jekyll d'Helmut Perchut, Daniel Morin se présente lui-même comme un Don Juan accompli, le bourreau des cœurs de la bande, et n'hésite pas à narrer ses exploits à grand renfort d'hyperboles et envolées lyriques qui ne sont pas sans rappeler le style de Franck Dubosc. Notons que sa virilité bien appuyée ne l'empêche pas de se laisser troubler par la gent masculine. Son obsession pour le sexe, par ailleurs, n'a d'égale que sa misogynie, particulièrement virulente lorsqu'il est fait allusion à sa « compagne », dont il se sert régulièrement comme d'un repose-pieds. Les auditrices sont souvent apostrophées de préférence aux auditeurs, et les invitées gratifiées de grognements bestiaux. La chronique du 2 mars 2010 dévoile ses talents de « philosophe à chemise ouverte » et le pose en rival direct de Bernard-Henri Lévy.